# Vlag van Kirkcudbrightshire
De vlag van Kirkcudbrightshire is de vlag van het Schotse graafschap Kirkcudbrightshire. De vlag werd ín juni 2016 geregistreerd bij het Flag Institute als de vlag van het graafschap nadat de Lord Lieutenant een verzoekschrift had ingediend bij de Lord Lyon.

## Ontwerp
Het werd ontworpen door Philip Tibbetts van het Flag Institute. Het groen-witte embleem stelt de geruite doek voor die werd gebruikt om belastingen te tellen door de Stewards van de Lords of Galloway, met het kruis van Sint-Cuthbert erop. De stad en het graafschap Kirkcudbright zijn naar de heilige vernoemd. Een vroege versie van de naam was Kilcudbrit, afgeleid van het Schots-Gaelische Cille Chuithbeirt (Kapel van Cuthbert). De overblijfselen van de Angelsaksische heilige werden hier zeven jaar bewaard tussen de opgraving in Lindisfarne en de herbegrafenis in Chester-le-Street. Een borstkruis werd op het lichaam van de heilige gevonden toen zijn tombe in de negentiende eeuw werd geopend. Het origineel wordt tentoongesteld in de kathedraal van Durham, waar hij uiteindelijk werd begraven. Dat kruis staat ook afgebeeld op de vlag van Durham.